# Fotometrie (astronomie)
In de astronomie is fotometrie een techniek waarmee de flux wordt gemeten, oftewel de intensiteit van de elektromagnetische straling van een hemellichaam.  Het woord is opgemaakt uit het Oudgriekse φῶς (phōs), dat licht betekent, en μέτρον  (metron), voor maat. Als bij fotometrie niet alleen de hoeveelheid straling maar ook de spectrale verdeling ervan wordt gemeten, gebruikt men de term (astronomische) spectroscopie of spectrofotometrie.

## Methoden

Doorlaatbanden van de filters van het UBV-systeem

De methoden die in de fotometrie worden toegepast, hangen af van welke golflengten worden gemeten. De simpelste vorm van fotometrie is het verzamelen van licht door een telescoop, dat soms door een filter gaat, om dit licht dan te vangen en op te slaan met een lichtgevoelig instrument. Er zijn verscheidene fotometrische classificatiesystemen in de wetenschap bepaald om een accurate vergelijking van observaties te bewerkstelligen, zoals het bekende UBV-systeem van Harold Johnson en William Wilson Morgan. Hierbij is de golflengte voor U(ltraviolet) op 364 nm bepaald, voor B(lauw) op 442 nm en voor V(zichtbaar) 540 nm.

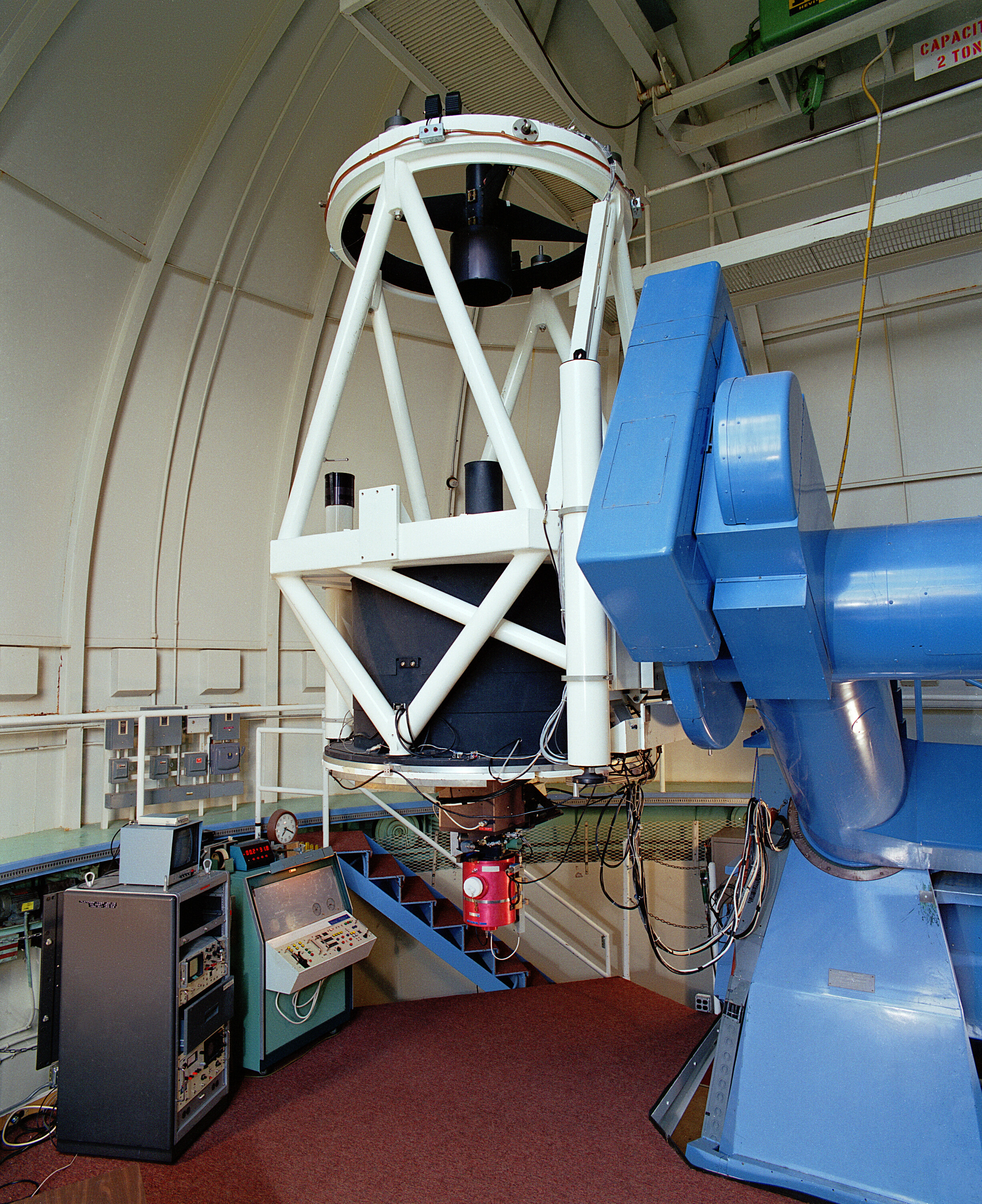
Telescoop met een foto-elektrische foto meter

Oorspronkelijk werd de fotometrie van het nabije infrarood tot de korte golflengten van het ultraviolet gedaan met een fotometer, een apparaat dat de intensiteit van licht meet van een enkel object door dit licht naar een lichtgevoelige cel te leiden. Deze zijn tegenwoordig veelal vervangen door een charge-coupled device, of kortweg CCD, een chip die elektromagnetische straling omzet in een elektrische lading. Camera's met deze chips kunnen meerdere objecten tegelijk vastleggen. In uitzonderlijke gevallen, waarbij een haarscherpe resolutie gewenst is, maakt men nog gebruik van een fotometer.

## CCD fotometrie
Een CCD-camera is in essentie een rooster van aaneengeschakelde fotometers, die tegelijkertijd alle ontvangen fotonen opslaan van alle bronnen in het zichtsveld. Omdat elk CCD-beeld de fotometrie van alle objecten opslaat, zijn er verschillende methoden om de fotometrische gegevens te verzamelen. Dat kunnen over het algemeen relatieve, absolute of differentiële methoden zijn. Voor alle drie gebruikt men de magnitude van de bron en van een bekende vergelijkingsbron. Het ontvangen signaal van de bron zal meestal als meerdere pixels worden weergegeven, afhankelijk van het impulsantwoord van het systeem in reactie op een puntbron. Deze verbreding komt mede door de optische delen in de telescoop en de seeing. Wanneer men fotometrie toepast op een puntbron, wordt de flux gemeten door al het opgeslagen licht op te tellen en het licht van de hemel ervan af te trekken. De simpelste techniek hiervoor, apertuurfotometrie, bestaat uit het optellen van de pixels in de opening gecentreerd op het waargenomen object om hiervan het gemiddelde aantal pixels van de nabije hemel en het aantal pixels in de opening zelf ervan af te trekken. Dit resulteert dan in de ruwe fluxwaarde van het object. Als men fotometrie toepast in een gebied met een groot aantal bronnen bij elkaar, zoals een bolvormige sterrenhoop, waarbij de profielen van sterren elkaar veel zullen overlappen, worden er technieken toegepast om het vermengen tegen te gaan, zoals 'PSF fitting', om de fluxwaarden van de individuele bronnen te bepalen.

### Kalibratie
Na de flux van een object te hebben bepaald, wordt deze over het algemeen omgezet in de instrumentele magnitude. Hierna wordt de meting gekalibreerd. Welke kalibratie hiervoor wordt gebruikt, hangt ten dele af van welk soort fotometrie wordt gedaan. Normaal gesproken worden observaties verwerkt met relatieve of differentiële fotometrie. Met relatieve fotometrie wordt het meten van de schijnbare helderheid van meerdere objecten in relatie tot elkaar bedoeld. Absolute fotometrie is het meten van de schijnbare helderheid aan de hand van een fotometrisch systeem. Deze kunnen dan gemakkelijk worden vergeleken met metingen van andere telescopen of instrumenten. Differentiële fotometrie is het meten van het verschil in helderheid van twee objecten. In bijna alle gevallen is differentiële fotometrie het meest nauwkeurig en is absolute fotometrie met hoge precisie het moeilijkst te verrichten. Ook is nauwkeurige fotometrie meestal moeilijker wanneer de schijnbare helderheid van een object zwakker is.

### Absolute fotometrie
Om absolute fotometrie toe te passen moet men corrigeren voor het verschil tussen het gebruikte filtersysteem waarmee een object wordt geobserveerd, en het filter waarmee het standaard fotometrische systeem is vastgesteld. Dit vaak bovenop alle correcties die hierboven zijn beschreven. Dit wordt doorgaans gedaan door het geobserveerde object door meerdere filters te bekijken en tevens een aantal standaard sterren te observeren. Als deze standaard sterren niet tegelijkertijd met het doelwit kunnen worden geobserveerd, moet deze correctie worden uitgevoerd onder fotometrische omstandigheden, wanneer er geen wolken aan de hemel staan met transparantievariaties onder 2%, en de extinctie goed kan worden berekend.

### Relatieve fotometrie
Voor relatieve fotometrie vergelijkt men de instrumentele magnitude van het hemellichaam met een bekend vergelijkingsobject, waarna men de metingen kan corrigeren voor ruimtelijke variaties in de gevoeligheid van het instrument en de atmosferische extinctie. Dit is vaak bovenop de variatie door tijdsverloop, dit geld zeker als beide objecten te ver uit elkaar staan om tegelijk geobserveerd te worden. Wanneer de kalibratie van een beeld gedaan wordt met de beide objecten dicht op elkaar, zijn de variaties in de metingen het kleinst.

### Differentiële  fotometrie
Differentiële fotometrie is de makkelijkste van de kalibraties en het beste voor tijdreeks observaties. Met differentiële fotometrie via CCD worden het doelobject en het vergelijkingsobject tegelijkertijd, met dezelfde filters, met hetzelfde instrument door dezelfde optische baan geobserveerd. De meeste variabelen in observatie vallen hierdoor weg en de differentiële magnitude van het doel en vergelijkingsobject is dan gewoon (∆Mag = C Mag – T Mag). Dit is erg handig als de verandering in magnitude over een periode wordt vastgelegd, wat dan meestal in een lichtkromme wordt genoteerd.

### Oppervlakfotometrie
Voor uitgestrekte objecten, zoals een sterrenstelsel, wordt het interessant om de ruimtelijke verdeling van de helderheid in het object te meten in plaats van simpelweg de totale helderheid. De helderheid van het oppervlak van een object is dan de lichtintensiteit per eenheid van de ruimtehoek zoals waargenomen aan de hemel. Een veelgebruikte toepassing is het meten van het profiel van de oppervlakhelderheid van een sterrenstelsel als functie van de afstand van het centrum ervan. Een handige eenheid voor een kleine hoek is de magnitude per vierkanteboogseconde.

## Toepassingen

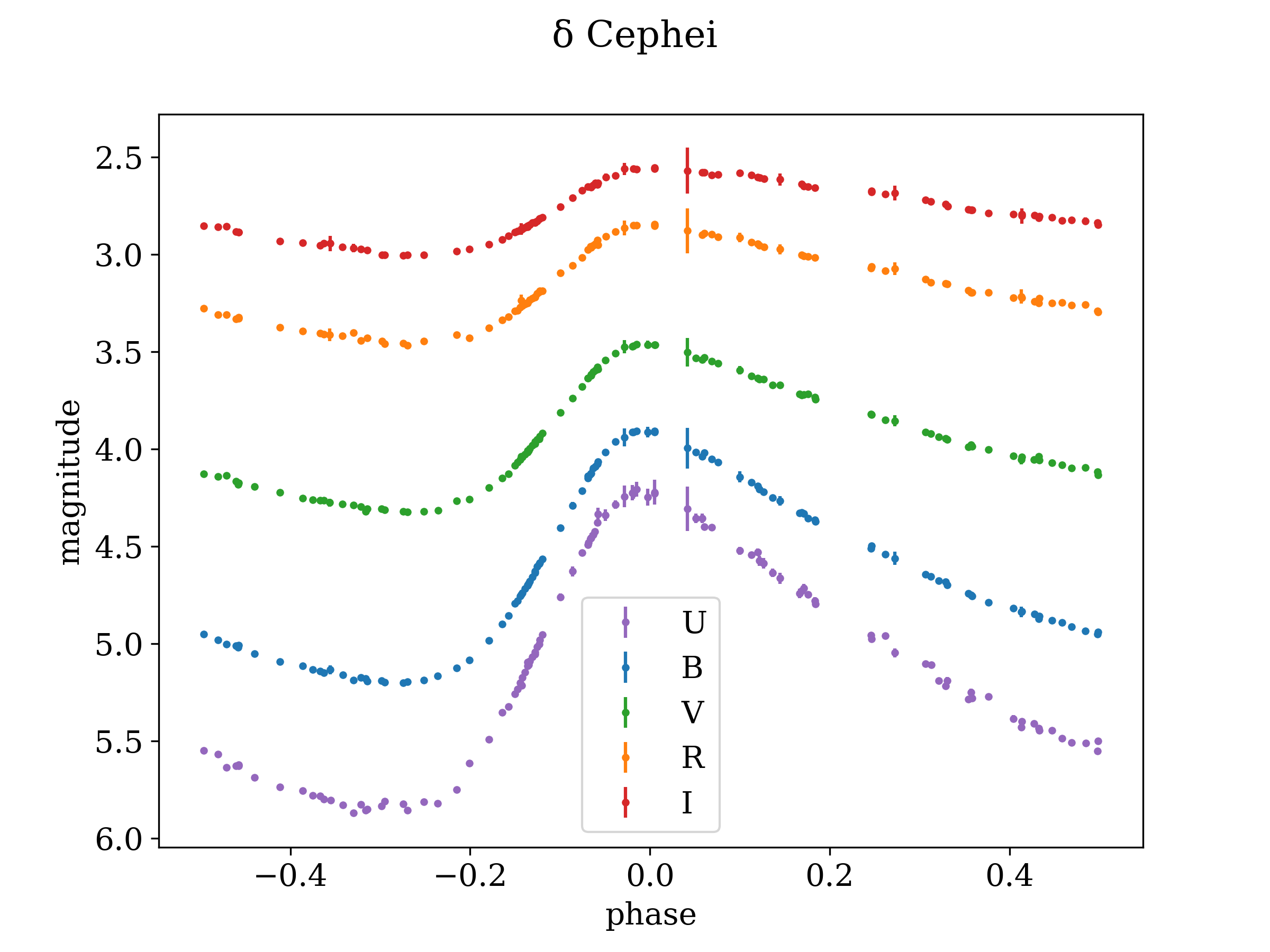
Fotometrie van de lichtkromme van Delta Cephei in het UBVRI fotometrische systeem

Fotometrische metingen kunnen worden gecombineerd met de omgekeerde kwadratenwet om de lichtkracht te bepalen van een object als de afstand bekend is, of de afstand als de lichtkracht al bekend is. Andere fysische eigenschappen van een hemellichaam, zoals de temperatuur of chemische samenstelling, kunnen met de astronomische spectroscopie worden bepaald. In de regel worden fotometrische metingen van sterren, verkregen door twee filters, weergegeven in het Hertzsprung-Russelldiagram. Fotometrie wordt ook gebruikt om de lichtvariaties te meten van hemellichamen  zoals veranderlijke sterren, planetoïden, actieve sterrenstelsels, supernovae, of exoplaneten in transitie. De metingen aan deze variaties kunnen informatie opleveren over bijvoorbeeld de omlooptijd en de straal van de sterren van een eclipserende dubbelster, de rotatieperiode van een planetoïde of een ster, of de totale energieproductie van een supernova.

## Software
Er is een aantal gratis computerprogramma's beschikbaar voor werken met fotometrie, zoals SExtractor, het Aperture Photometry Tool en de DAOPHOT II.

## Organisaties
Er zijn enkele organisaties, zowel professionele als amateurs, die fotometrische data verzamelen en online delen met het publiek. De volgende drie zijn zeker het bezoeken waard: American Association of Variable Star Observers (AAVSO), AstronomyOnline en het Center for Backyard Astrophysics (CBA).